# Rostock Kassebohm
Rostock Kassebohm – przystanek kolejowy w Rostocku, w kraju związkowym Meklemburgia-Pomorze Przednie, w Niemczech. Przystanek posiada 1 peron.